# Isenburg, Neuwied
Isenburg là một đô thị ở huyện Neuwied, bang Rheinland-Pfalz, nước Đức. Đô thị Isenburg, Neuwied có diện tích 4,17 km².